# Аф

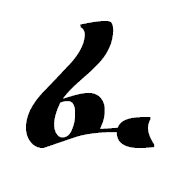

Аф (амх. ፈፍ) — двадцята п'ята літера ефіопської абетки, позначає глухий губно-зубний спірант звук /f/.
- ፈ — фе
- ፉ — фу
- ፊ  — фі
- ፋ — фа
- ፌ  — фе
- ፍ  — фи (ф)
- ፎ  — фо